# Finale della Coppa CERS 2005-2006
La finale della 26ª edizione della Coppa CERS fu disputata in gara d'andata e ritorno tra gli spagnoli del Barcellona e i connazionali del Vilanova. Con il punteggio complessivo di 5 a 1 fu il Barcellona ad aggiudicarsi per la prima volta nella storia il trofeo.

## Le squadre
| Squadre    | Partecipazioni precedenti (il grassetto indica la vittoria) |
| ---------- | ----------------------------------------------------------- |
| Barcellona | 1990                                                        |
| Vilanova   | Nessuna                                                     |

## Tabellini

### Andata
| Barcellona 8 aprile 2006 | Barcellona | 3 – 1 | Vilanova | Palau Blaugrana |

### Ritorno
| Vilanova i la Geltrú 23 aprile 2006 | Vilanova | 0 – 2 | Barcellona | Pavelló de les Casernes |